# Басхойлам
Басхойлам — горная вершина на границе Шатойского и Веденского (Чеберлоевского) районов Чеченской Республики. Находится в верховьях реки Шароаргун, откуда просматриваются все земли общества Чеберлой. Река Келойахк берёт своё начало у подножия горы. Высота над уровнем моря составляет 2594,2 метра. Является высшей точкой хребта Хиндоилам.
По преданию, гора Басхойлам является прародиной некогда воинственного чеченского тайпа «басхой».
Ближайшие населённые пункты: Кири, Нохчи-Келой и Буни.

## Этимология
Название горы переводится с чеченского языка как гора басхойцев: басхой — басхойцы, лам — гора.